# Веснін Володимир Іванович
Веснін Володимир Іванович (22.03.1942, Барнаул) — один із найвидатніших архітекторів УРСР та України.

## Освіта
1966 — Новосибірський інженерно-будівельний інститут, архітектурний факультет;

## Проєкти
Житловий будинок на вул. В. Маяковського, 86 у Дніпрі;
Житловий р-н «Тополя» (1974–84);
Дитячий кінотеатр і житловий будинок на бульварі Театральний у Дніпрі (1981);
Річковий вокзал Дніпра (1984–89);
Дніпровський автовокзал;

## Нагороди
- 1992 — заслужений архітектор України;
- 04.08.2009 — народний архітектор України;